# سیه‌رخ سنگالی
سیه‌رخ سنگالی (نام علمی: Batis senegalensis) نام یک گونه از سرده سیه‌رخ‌ها است.